# Chasan
Chasan (rusky Хасан) je jezero na jihovýchodě Přímořského kraje v Rusku. Nachází se u zálivu Posjeta nedaleko hranic s ČLR a KLDR. Má rozlohu 2,23 km². Odtéká z něj řeka Tanbogatyj. Podle tohoto jezera se jmenuje nedaleké město Chasan.

## Historie
Ve dnech 29. července až 11. srpna 1938 v okolí jezera proběhla Bitva u jezera Chasan mezi rudou a japonskou císařskou armádou.